# Селваженш
Селваженш (порт. Ilhas Selvagens, исп. Islas Salvajes, «дикие», устар. Салважские острова) — маленький необитаемый архипелаг, расположенный в Атлантическом океане. Архипелаг состоит из трёх островов (Большой Селважем — 2,45 км², Малый Селважем — 0,2 км² и Фора — 0,08 км²) и нескольких островков в южном регионе Португалии.

## География

Расположение Селваженш относительно Мадейры и Канарских островов

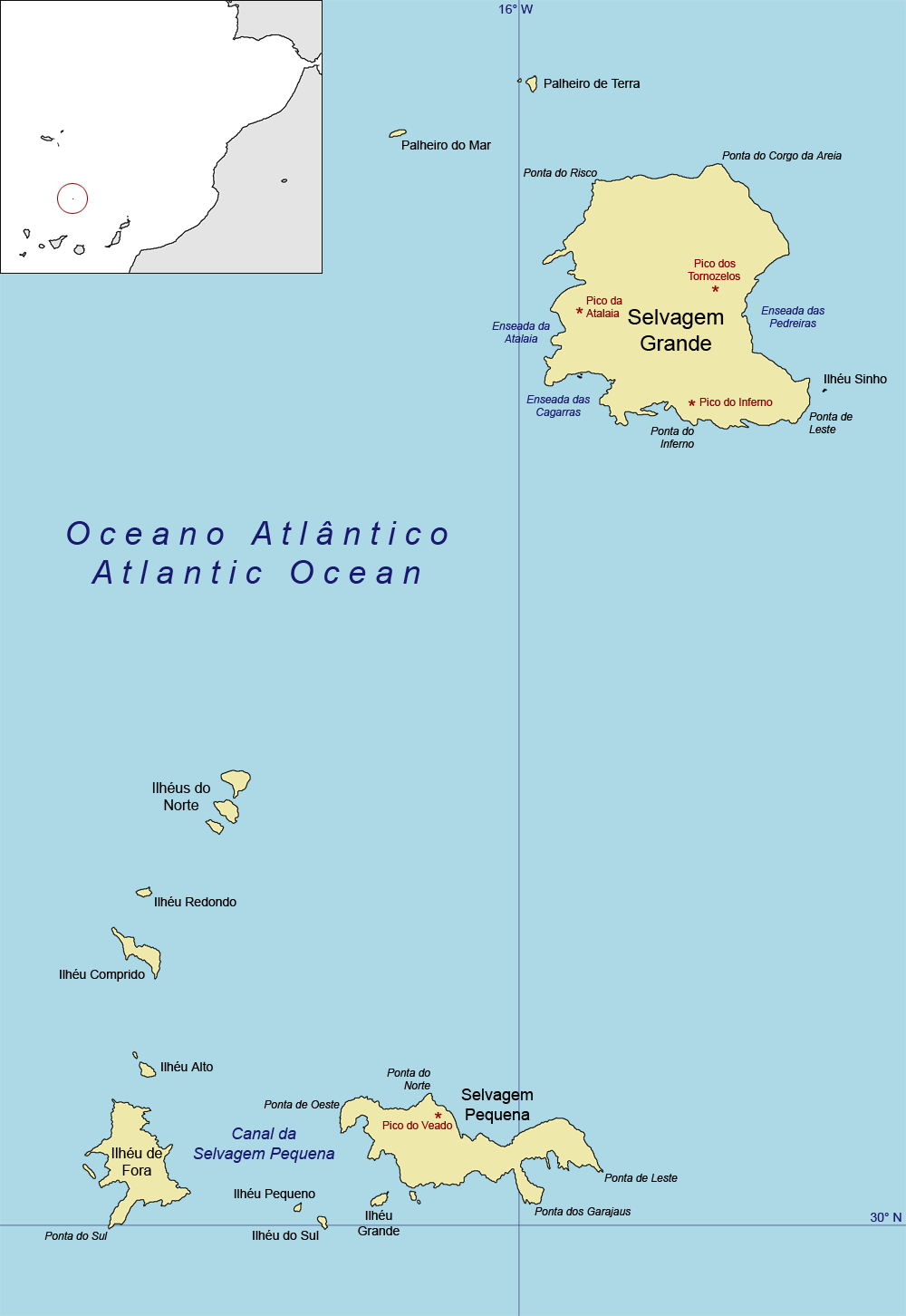
Карта островов

Острова Селваженш — часть макаронезийской группы островов северной части Атлантического океана. Архипелаг находится на расстоянии 280 км от острова Мадейра и 165 км — от Канарских островов. Расстояние между самыми крупными островами (Большой Селважем и Малый Селважем) — 15 км. Площадь островов — 2,73 км². Острова окружены опасными рифами.
Список островов:
Северная группа
- - Большой Селважем
  - Пальейру-да-Терра
  - Пальейру-ду-Мар

Южная группа
- - Малый Селважем
  - Гранди
  - Сул
  - Пекену
  - Фора
  - Алту
  - Комприду
  - Редонду
  - Норти

## Охрана природы
Острова полностью заняты заповедником островов Селваженш (с 1971 года), входящим в структуру Природного парка Мадейры.